# Raymond Havard
Pour les articles homonymes, voir Havard.
 (décembre 2017).
Si vous disposez d'ouvrages ou d'articles de référence ou si vous connaissez des sites web de qualité traitant du thème abordé ici, merci de compléter l'article en donnant les références utiles à sa vérifiabilité et en les liant à la section « Notes et références ».
Raymond Havard est le premier français à avoir été opéré à cœur ouvert. Cet exploit, réalisé à Stockholm le 21 janvier 1948 par le professeur Clarence Crafoord, a créé à l'époque un véritable engouement autour de Raymond Havard, alors âgé de 25 ans.

## Eléments biographiques
En 1944, Raymond Havard prend le parti et le risque du maquis, se croyant encore doté d'une santé d'un homme de son âge. Soldat le 8 mai 1945, il fait cinq mois de service au bataillon de l'air 110.
C'est peu après que sa maladie va lui être découverte. Après de nombreux malaises et une commission de réforme qui le soustrait à tout service, les médecins français lui annoncent une grave maladie du cœur et le condamnent à une mort prématurée. Rétrécissement de l'isthme aortique par malformation congénitale.
Un seul médecin en Europe a les capacités de le sauver. Cependant, ce médecin, le professeur Crafoord, exerce en Suède et le malade n'a pas les moyens de financer une telle opération. Pupille de la nation jusqu'à ses 18 ans et rapidement seul, nourrir sa famille n'est pas facile pour Raymond Havard obligé à un repos absolu pour préserver sa santé. Selon un journaliste, deux pièces minuscules, papiers défraichis et rongés d'humidité, un poêle froid, un lit et un berceau constituent son logement où il vit avec sa femme Simone et sa fille Liliane.

## Engouement autour de Raymond Havard
Il choisit donc de s'adresser au quotidien Paris-presse pour financer l'opération et là commence un engouement en France et en Suède pour l'histoire de ce jeune homme, relayée régulièrement par le quotidien.
Mais c'est le docteur Gottland qui va lancer une véritable chaîne de solidarité. Le professeur Crafoord accepte d'opérer gratuitement le jeune Français, la Suède paye les frais d'hospitalisation et les Pays-Bas offrent le voyage.
Après l'opération, des messages de sympathie affluent du monde entier et le convalescent est même reçu par le roi Gustave V. Lorsqu'il atterrit au Bourget le 16 mars 1948, une véritable foule salue le retour du jeune homme fêté en héros.

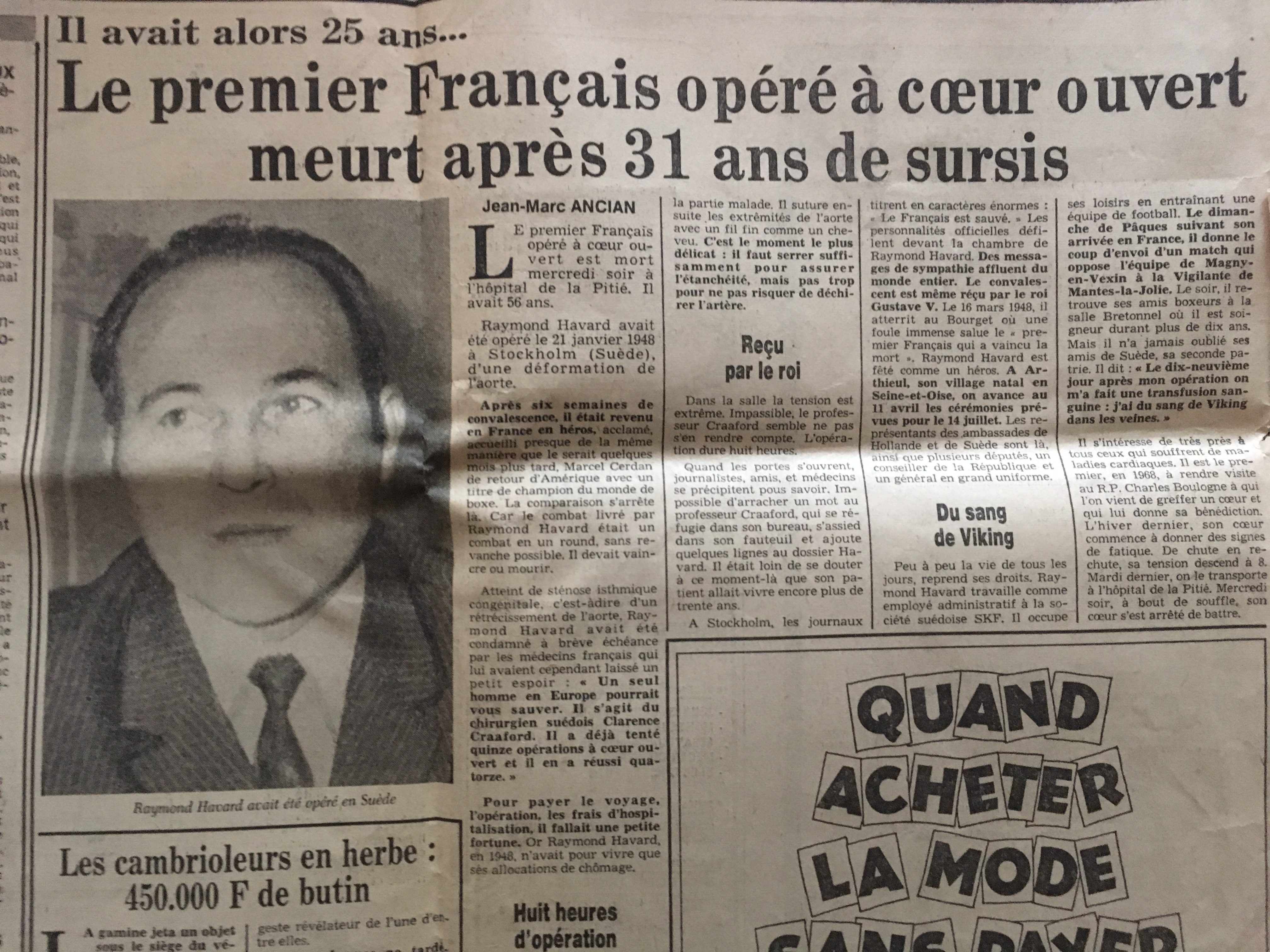
Une de France Soir du 15 octobre 1979

## Opération
L'opération va se dérouler le 21 janvier 1948 sous le contrôle du professeur Craaford et sous l’œil attentif de 32 chirurgiens de 8 nations. Le chirurgien découpe la cage thoracique, découvre l'aorte, isole puis enlève la partie malade. Il suture ensuite les extrémités de l'aorte avec un fil fin comme un cheveu. L'opération dure 8 heures.
Le professeur Craaford avait déjà exercé plusieurs opérations de ce type, mais jamais dans des conditions aussi périlleuses.
Raymond Havard meurt le 11 octobre 1979, après un sursis de 31 ans, alors que les médecins français ne lui avaient prédit que quelques mois.